# سینمای توگو
سینمای توگو با فیلمسازان آلمانی که از این کشور در زمان استعمار توگو توسط آلمان ملاقات می‌کردند، آغاز گشت. فیلمساز آماتور، کارل مولر، در سال ۱۹۰۶ از لومه فیلمبرداری کرد و در بازگشت با فیلم‌هایش در آلمان سیاحت می‌کرد. تشویق سیستماتیک بیشتر به فیلمبرداری از مستعمره توسط آدولف فریدریش، فرماندار توگوی استعماری، از ۱۹۱۲ تا ۱۹۱۴ صورت گرفت. ملاقات ویلهلم زولف از این مستعمره در سال ۱۹۱۳ فیلمبرداری شد و در اروپا توزیع گشت.